# 比利 (罗讷省)
比利（法語：Bully，法語發音：[byli] ⓘ）是法國東部罗讷省的一個市鎮，屬於索恩河畔自由城区。

## 地理
比利（45°51'4"N, 4°35'0"E）面积12.59 平方千米，位于法国奥弗涅-罗讷-阿尔卑斯大区罗讷省，该省份为法国中东部省份，北起顺时针与索恩-卢瓦尔省、安省、里昂大都会、伊泽尔省和卢瓦尔省接壤。
与比利接壤的市镇（或旧市镇、城区）包括：萨尔塞、萨维尼、圣日耳曼-尼埃勒、圣罗曼德波佩、拉尔布雷勒、勒布勒伊。

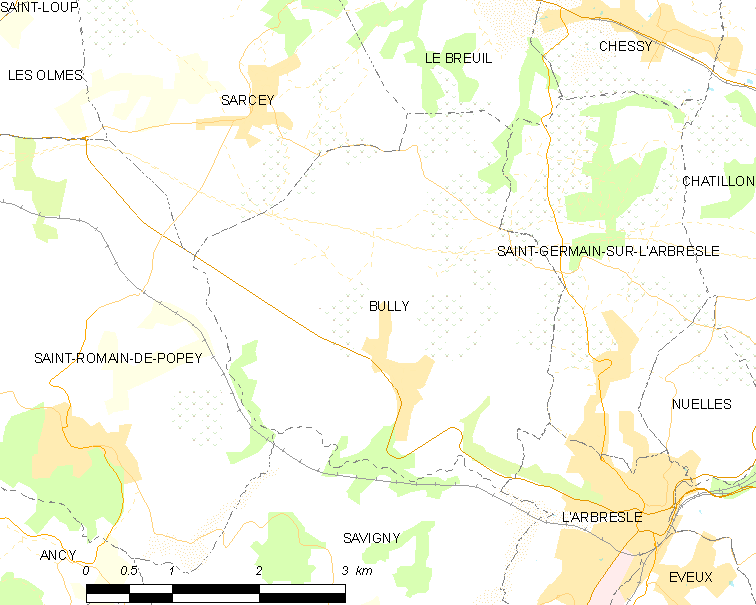
的OSM定位图

比利的时区为UTC+01:00、UTC+02:00（夏令时）。

## 行政
比利的邮政编码为69210，INSEE市镇编码为69032。

## 政治
比利所属的省级选区为瓦勒德万县。

## 人口

1962-2008年间人口变化图示

比利于2022年1月1日时的人口数量为2144人。